# حضن المصيلى (مأرب)

تعديل مصدري - تعديل

حضن المصيلى هي إحدى قرى عزلة ال راشد منيف بمديرية مأرب التابعة لمحافظة مأرب، بلغ تعداد سكانها 336 نسمة حسب تعداد اليمن لعام 2004.